# Национальный политехнический университет Армении
Национа́льный политехни́ческий университе́т Арме́нии является высшим учебным заведением, обеспечивающим многоступенчатое инженерное образование. Со дня его основания в 1933 году НПУА имел более 100 000 выпускников. НПУА готовит инженеров-бакалавров и дипломированных специалистов (с 5-летним обучением) по 105 специальностям, инженеров-магистров по 19 специальностям и инженеров-исследователей по 17 специальностям. НПУА имеет 3 филиала в Гюмри, Ванадзоре и Капане.
Расположен в Ереване, улица Теряна, 105

## Факультеты

### Химических технологий и природоохранной инженерии
- Технология органических веществ и природоохранной инженерии
- Технология неорганических, силикатных материалов и электрохимических производств
- Теоретическая химия
- Процессы и аппараты химической технологии

### Электротехнический
- Электроизоляционная, кабельная, конденсаторная техника и светотехника (ЭИКТиСИС)
- Автоматизация производственных процессов, установок и электропривод (АППУЭ)
- Теоретическая и общая электротехника (ТОЭ)
- Электрические машины и аппараты (ЭМА)

### Энергетики
- Теплоэнергетики защиты окружающей среды
- Электроэнергетики
- Экономики, организации, планирования промышленных предприятий и энергетики

### Радиотехники и систем связи
- Экономика и управление в сфере связи
- Радиоустройств
- Радиотехники и основ связи
- Конструирование и производство радиоаппаратуры
- Экономика и управление предприятиями связи
- Антенные системы

### Кибернетики
- Системы управления
- Электронная техника
- Инженерное дело в биомедицинской практике
- Измерительная техника, стандартизация и сертификация
- Информационное обеспечение технических систем

### Компьютерные системы и информатика
В качестве департамента образован в 1995 году на основе факультета «Вычислительной техники», который как самостоятельная единица был сформирован в 1979 году, отделившись от факультета «Технической кибернетики». В 1961 году на основе «Электротехнического факультета» был сформирован отдельный факультет под названием «Автоматики и вычислительной техники» (первый декан К. Г. Абрамян), который в 1965 году был переименован в факультет «Технической кибернетики». Целью этого факультета являлась подготовка инженерных кадров, наряду с другими, и в области проектирования, производства и эксплуатации ЭВМ.
Обучение ведется по следующим основным специальностям:
- Программное обеспечение вычислительной техники и автоматизированных систем (шифр 22.04);
- Технология и организация защиты информации (шифр 22.06) ;
- Вычислительные машины, комплексы, системы и сети (шифр 22.01);
- Конструирование и производство электронно-вычислительных средств (шифр 22.05);
- Информационные системы по областям применения (шифр 07.19).

С этой целью в департаменте функционируют четыре выпускающие и одна общеобразовательная кафедры (сектора):
- Вычислительной техники
- Математического обеспечения вычислительных систем
- Автоматизированного проектирования электронно-вычислительных средств
- Автоматизированных систем управления
- Алгоритмических языков и программирования

### Недрологии иметаллургии
- Недрологии
- Геологии и технологии разведки
- Металлургии и технологии материалов
- Материаловедения и термической обработки металлов
- Экономики и управления горно-металлургическими предприятиями

### Транспортных систем
- Автомобили
- Организация перевозок и дорожного движения
- Дорожно-строительные машины, пневмогидрооборудование и гидравлика

### Механики и машиноведения
- Машиноведения
- Механики
- Прикладной Механики
- Материаловедения

### Математики
- Общего математического образования
- Специализированного математического образования

## История
Университет был создан в 1933 году как Политехнический институт имени Карла Маркса, в первое время там училось всего 107 студента и было 2 факультета. Университет достиг своего пика в первой половине 1980-х. В тот момент в университете учились 25 тысяч студентов и было 66 профессий. 29 ноября 1991 года был реорганизован в Государственный инженерный университет Армении. 13 ноября 2014 года университет сменил название на Национальный политехнический университет Армении. При университете действуют также старшая школа, колледж и детский сад.. С 1991 по 1993 имел филиал в городе Степанакерт.

## Ректоры
- 1934—1936: Оганес Бабаджанян[арм.]
- 1936—1937: Амаяк Гондахчян
- 1937—1937: Ашот Меликджанян
- 1937—1946: Мисак Петросян[арм.]
- 1946—1965: Петрос Мелконян[арм.]
- 1965—1966: Ашот Асланян
- 1966—1980: Арцруни Гаспарян
- 1980—1988: Рафаел Мовсисян
- 1988—2006: Юрий Саргсян
- 2006—2011: Востаник Марухян
- 2011—2014: Ара Аветисян
- 2014—2015: Оганес Токмаджян
- 2015—2015: Ара Аветисян
- 2015—2021: Востаник Марухян
- 2021—н. в.: Гор Варданян[2]